# Nikolaos Anastopoulos
Nikolaos "Nikos" Anastopoulos (grec: Νικόλαος "Νίκος" Αναστόπουλος, 22 de gener de 1958) és un exfutbolista grec de la dècada de 1980.
Fou 75 cops internacional amb la selecció grega.
Pel que fa a clubs, defensà els colors de Panionios, Olympiacos, Avellino i Ionikos.

## Palmarès
Jugador
- Olympiacos
  - Lliga grega de futbol: 1980, 1981, 1983, 1987
  - Copa grega de futbol: 1990, 1992
  - Supercopa grega de futbol: 1992

- Panionios
  - Copa grega de futbol: 1979

Entrenador
- PAS Giannina
  - Segona divisió grega: 2002
- Kavala F.C.
  - Segona divisió grega: 2009
- Aris
  - Tercera divisió grega Grup 1: 2016